# 正阳桥疏渠记方碑
39°53′15″N 116°24′00″E / 39.88745540000001°N 116.4000926°E
正阳桥疏渠记方碑，位于北京市东城区红庙街78号，是一座清朝石碑。

## 简介
正阳桥疏渠记方碑位于北京市东城区红庙街78号（原来的地址是崇文区天桥东一巷），处在天桥路口西北方向。原来该碑位于“敕赐弘济寺”山门内，如今寺已无存。该碑立于清朝乾隆五十六年（1791年），外形为方柱形，每面宽1.45米，通高8米。碑首采用四角攒尖式，顶端为三层飞檐的宝盖，四重脊上各雕一条龙，辐凑于宝顶。碑座是束腰须弥座式，刻有精美的浮雕，覆仰莲瓣以及云、龙、菩提叶等等紋路裝飾。碑身正面上首刻有汉字题名“正阳桥疏渠记”，碑身南面、西面为汉文，北面、东面为满文，均为乾隆帝御笔，记述了乾隆五十六年治理天桥南河道工程之事。
该碑碑文如下：
《正阳桥疏渠记》

正阳门外之石衢抵正阳桥，桥之左右，市栉比，允帝王都会万方辐辏之綦也。桥之南为天桥，其南石衢直达永定门，则答阳黄道，荡荡平平，会极归极之宗也。衢之左为圜丘、祈年殿之西外围垣；右为太岁坛、先农坛之东外围垣。各有石衢二，横接围垣之南、北门，为诣坛辇路。盖地势东高而西低，故石衢之西恒积水，而东之沙土常因西北风吹壅西垣之半，每诣斋宫，怵弗惬观。今年上辛祭毕，爰命司工于天桥南石衢之左右自北而南各疏渠三。第一渠长各一百六十余丈，宽北各三十余丈，南各二十丈，第二渠长各一百三十丈，宽各二十丈，第三渠长各五十五丈，宽各二十丈，深各三尺。其四达坛之横衢，命各辟土道，宽二丈，以为往来车路，并各去其向禁人行之木栅。（东西诣坛之横衢四，旧设木栅，以禁行人往来，盖地近坛垣，理宜严肃而重，车皆由正石衢以行，易致石弊。今石衢左右既开广渠，且各留土路，是四横衢之南北皆有界限，木栅亦可以不设矣。）疏渠之土即篑为渠岸之山，周植以树，兼培行车之土路，于是渠有水而山有林，且以御风沙，弗致湮。坛垣一举而无不便，向来南城井多苦水，兹胥得饮渠之清水为利亦溥，而都人士之游涉者咸谓京城南惬观瞻、增佳景。然予之意原不在此也。洁坛垣而钦毖祀，培九轨而萃万方，协坎离以亨既济（都城南为离位，今开浚水渠六，坎为水卦，是为水火既济之象，亨之道也），奠经涂以巩皇图。其在斯乎，其在斯乎。故不得考工之请而为之记，亦合向之《知过论》所谓不可已者，仍斟酌为之之义，值此耄龄，复得蒇一大工作，孰莫非昊苍鸿，钦承开国家万年有道之长也哉。
乾隆五十有六年岁次辛亥仲夏月御笔。

1984年1月，“正阳桥疏渠记碑”被公布为崇文区文物保护单位。1984年5月24日，“正阳桥疏渠记方碑”被選为北京市文物保护单位。
清朝初年，天桥附近的水向东经金鱼池、状元桥、红桥、窑坑（今龙潭湖）之后出北京外城。天桥以南地区因地势低洼，夏天的雨季常有积水。乾隆五十六年，在天桥以南地区疏浚了水道。此次疏渠的效果显著，所以乾隆帝御书《正阳桥疏渠记》并立碑。